# Andrea True
Andrea Marie Truden (Nashville, 26 de julho de 1943 – Nova Iorque, 7 de novembro de 2011), mais conhecida por seu pseudônimo de Andrea True, foi cantora e atriz e pornográfica americana da era disco. Além de seu nome de batismo, ela tinha vários nomes artísticos, incluindo Inger Kissin, Singe Low, Sandra Lips, (alternative: Andreja Marija Truden) Andrea Travis e Catherine Warren. 
Como cantora, ela é mais conhecida pelo hit pop-disco de 1976 "More, More, More" (realizado como parte de seu projeto de gravação, o Andrea True Connection), que atingiu o pico na posição de númer 4 na Billboard Hot 100 dos EUA e no número 5 no UK Singles Chart.

## Infância
Andrea Marie Truden nasceu em Nashville, no Tennessee, onde frequentou a St. Cecilia Academy, uma escola católica para meninas dedicada às artes cênicas. Ela estudou música no George Peabody College na Universidade Vanderbilt. Seu pai, Frank, era engenheiro e morreu quando True tinha 16 anos. Sua mãe, Anne, era dona de um negócio de prataria e era uma cantora profissional, especializada em polca, que gravou seu próprio disco e se apresentou com a banda de Frankie Yankovic. Seus pais eram imigrantes da Eslovênia.
Quando criança, True estudou piano clássico e recebeu uma nota alta por sua audição de piano para a St. Cecilia Academy, em 1954. Aos 15 anos, ela apresentou seu próprio programa de televisão Teen Beat para a estação WLAC, de Nashville. Enquanto era estudante do ensino médio em St. Cecilia, True participou da Junior Achievement, atuando como vice-presidente de uma empresa de produção de TV. Em 1960, ela recebeu um prêmio por seu trabalho do Radio and Television Council of Middle Tennessee.
Em uma entrevista gravada e publicada pelo The Rialto Report, True afirmou que se casou com David L. Wolfe aos 19 anos, deixando a faculdade para seguir o marido em sua carreira acadêmica, primeiro para Oklahoma e depois para a cidade de Nova York, no final dos anos 1960.

## Carreira
True atuou em alguns filmes pornográficos na Escandinávia na década de 1960 e, no final da década, começou a aparecer em filmes adultos americanos. Seu primeiro papel de destaque foi no filme Head Nurse, em 1972. Ela também apareceu como figurante em filmes não adultos como The Way We Were e 40 Carats, ambos de 1973. Em 1975, ela dirigiu seu primeiro filme pornográfico, Once Over Nightly. Eventualmente, ela atuou em mais de cinquenta filmes pornô hardcore ao longo dos anos 1970 e início e meados dos anos 1980 no início da indústria de filmes adultos de Nova York.
Durante seu apogeu como atriz pornô, por volta de 1975, True foi contratada por uma imobiliária na Jamaica para aparecer em seus comerciais. Enquanto ela trabalhava lá, o governo jamaicano proibiu a transferência de ativos em resposta às sanções impostas pelos Estados Unidos após a eleição de Michael Manley, um apoiador de Fidel Castro. Para retornar aos Estados Unidos, True teria que perder seu pagamento ou gastar o dinheiro antes de voltar para casa. True, que nessa época estava tentando entrar na indústria da música, optou por investir o dinheiro na gravação de uma demo de "More, More, More", uma música que ela vinha trabalhando com o produtor musical Gregg Diamond, seu parceiro em um projeto chamado The Andrea True Connection. Remixada pelo engenheiro de gravação Tom Moulton, "More, More, More" se tornou uma das favoritas nas casas noturnas. A música atingiu a posição de número 4 na Billboard Hot 100, número 1 na parada disco do mesmo país, e número 1 na parada de singles nacional no Canadá. Ele também atingiu o pico no número 5 no Reino Unido e número 9 na Alemanha. Seguiu-se um álbum completo com o mesmo título, que teve um desempenho moderado na América do Norte e gerou o segundo single, "Party Line", um pequeno sucesso nas paradas.
Na época de sua carreira de cantora, True admitiu que estava esgotada e cansada da pornografia, dizendo: "Prefiro ser garçonete ou datilógrafa a fazer outro filme adulto" e também: "Não pense em mim como uma estrela pornô, pense em mim como uma estrela de gravação. Eu só quero gravar e atuar". Ela estava se apresentando extensivamente e fez cerca de 300 shows em um ano, a partir de junho de 1976. Andrea True Connection ficou em quinto lugar no ranking de artistas disco do ano da ASCAP.
No início de 1977, True lançou o single "N.Y., You Got Me Dancing". Tornou-se um sucesso considerável, chegando a posição de número 27 na parada pop da Billboard e número 4 na parada disco. No início de 1978, ela teve outro sucesso com "What's Your Name, What's Your Number", que atingiu o pico no número 56 nos EUA e no número 34 no Reino Unido. Ambos os singles foram incluídos em seu segundo álbum, White Witch. Foi um fracasso comercial e não chegou às paradas devido à falta de promoção da Buddah Records, já que a gravadora estava com dificuldades financeiras na época. Em 1980, ela lançou seu terceiro e último álbum, War Machine, promovido pela canção-título anti-guerra. Um álbum mais rock e new wave, foi lançado apenas na Europa, mas fracassou.
True nunca mais voltou à indústria de filmes adultos e por algum tempo se apresentou em clubes da Flórida. Depois disso, desenvolveu-se um crescimento em suas cordas vocais que exigiu cirurgia, essencialmente acabando com sua habilidade de cantar. Ela, no entanto, realizou dois shows esgotados no Paramount Theatre na cidade de Nova York em 1994 e trabalhou em novas músicas, que eventualmente nunca se materializaram. True recebeu uma nova explosão de publicidade em 1999, quando o grupo canadense Len sampleou a pausa instrumental de "More, More, More" em seu single "Steal My Sunshine". Posteriormente, True apareceu em vários especiais do VH1, incluindo 100 Greatest Dance Songs em 2000 ("More, More, More" foi a 45ª melhor música dance), Where Are They Now? e 100 Greatest One-Hit Wonders (ambos em 2002), nos quais ela disse que queria ser lembrada como uma pessoa que "deu prazer às pessoas" - então enfatizou as palavras - "com minha música". Ela também fez uma aparição no documentário de 2005 Inside Deep Throat.

## Últimos anos
Em seus últimos anos, ela trabalhou como conselheira para pessoas que lutam contra o abuso de substâncias químicas e como astróloga. "More, More, More" continuou sendo uma canção popular na televisão e no cinema, e True finalmente conseguiu reivindicar royalties pendentes pelo uso e vendas da faixa. Ela passou seus últimos anos morando em Woodstock, Nova York, sofrendo de problemas de saúde.
True morreu em 7 de novembro de 2011, em um hospital em Kingston, Nova York. Ela tinha 68 anos. A causa foi dada como insuficiência cardíaca. De acordo com seus desejos, o corpo de True foi cremado.

## Discografia

### Álbuns
| More, More, More                                                                                    | - Released: 1976 - Label: Buddah Records - Formats: LP, cassette, CD, digital download, streaming | 47 | 49 | 57 | 39 |
| White Witch                                                                                         | - Released: 1977 - Label: Buddah Records - Formats: LP, cassette, CD, digital download, streaming | —  | —  | —  | —  |
| War Machine                                                                                         | - Released: 1980 - Label: Ricordi International - Formats: LP, cassette                           | —  | —  | —  | —  |
| "—" denota lançamentos que não entraram nas paradas ou não foram lançados no território mencionado. |                                                                                                   |    |    |    |    |

### Singles
| 1976 | "More, More, More"                     | 4  | 1 | 23 | 19 | 1  | 9 | 6 | 24 | 25 | 5  | More, More, More |
| 1976 | "Party Line"                           | 80 | 4 | 95 | —  | 90 | — | — | —  | —  | —  | More, More, More |
| 1977 | "N.Y., You Got Me Dancing"             | 27 | 4 | —  | —  | 89 | — | — | —  | —  | —  | White Witch      |
| 1977 | "What's Your Name, What's Your Number" | 56 | 9 | —  | 78 | —  | — | — | 15 | —  | 34 | White Witch      |
| 1980 | "War Machine"                          | —  | — | —  | —  | —  | — | — | —  | —  | —  | War Machine      |
| 1981 | "Make My Music for Me"                 | —  | — | —  | —  | —  | — | — | —  | —  | —  | War Machine      |
| "—" denota lançamentos que não apareceram nas paradas ou não foram lançados nos territórios mencionado. |                                        |    |   |    |    |    |   |   |    |    |    |                  |

## Filmografia parcial
- Meatballs
- Millionairess
- Garganta Profunda 2
- Once Over Nightly
- Seduction Of Lyn Carter